# Gofio
Il gofio è un alimento ottenuto dalla macinazione di cereali tostati originario dell'arcipelago canario e consumato in Argentina, Cile, Repubblica Dominicana, Cuba, Porto Rico, Venezuela e Uruguay.
Prodotto di rapida preparazione, economico, saporito e versatile, il gofio è l'alimento canario per antonomasia, che dalla notte dei tempi ha accompagnato le popolazioni indigene dei Guanci, fino ad arrivare ai giorni nostri.

## Il termine
Il termine gofio è l'esempio più evidente dei contributi delle isole Canarie al lessico ispano-americano. La sua origine è attestata, tra l'altro, nell'opera da José Pérez Vidal dal titolo La aportación de Canarias alla Población di América (1955) nonché da docenti universitari.

## Gofio canario
Nel gennaio del 2012, a livello europeo, è stata presentata una domanda di registrazione del «Gofio Canario» nel registro delle indicazioni geografiche protette (IGP).
Le materie prime autorizzate per il gofio canario (solo per i prodotti trasformati) sono cereali (frumento, miglio (mais) orzo, segale, avena, riso), leguminose (fave, ceci, soia) e sale marino.
La produzione del gofio canario è caratterizzata dalla presenza del mastro mugnaio, le cui competenze si tramandano di generazione in generazione. E oltre il logo dell'Unione europea e la dicitura dell'indicazione geografica protetta, l'etichettatura del prodotto - quando la produzione del gofio è stata elaborata con mulini di pietra - può menzionare la dicitura «artigianale» o «prodotto con mulino di pietra ».

## Argentina
Il gofio fu molto consumato nella maggior parte dell'Argentina come una specie di caramella per bambini fino ad approssimativamente il 1960. Nella provincia di San Juan è chiamato cocho, nella provincia di Mendoza e in quasi tutta la Patagonia: ñaco (pronuncia: gnaco).

## Uruguay
In Uruguay, in particolare nel dipartimento di Canelones, un tempo era molto comune mangiare il gofio. Oggi si sta perdendo l'abitudine di consumare questo cereale nonché la sua panificazione. Per evitare che questa tradizione culinaria scompaia definitivamente, il gofio è stato inventariato nell'arca del gusto – slow food.

## Ricette
I principali piatti a base di gofio sono:
- L'escaldón è una preparazione semiliquida a base di farina di granturco tostato.
- La pella de gofio è una specie di pane che viene ottenuto da una miscela di gofio, acqua, olio, sale e zucchero.
- Il gofio escaldado è un gofio a base di brodo di pesce che può essere servito con soffritto di aglio e cipolla rossa.
- La pella dulce con miele, mandorle, uva passa.